# Världsmästerskapen i bordtennis 2021
Världsmästerskapen i bordtennis 2021 spelades i Houston, USA under perioden 21–29 november 2021.

## Medaljsummering
| Disciplin               | Guld                            | Silver                        | Brons                      |
| Herrsingel Detaljer...  | Fan Zhendong                    | Truls Möregårdh               | Liang Jingkun              |
| Herrsingel Detaljer...  | Fan Zhendong                    | Truls Möregårdh               | Timo Boll                  |
| Damsingel Detaljer...   | Wang Manyu                      | Sun Yingsha                   | Chen Meng                  |
| Damsingel Detaljer...   | Wang Manyu                      | Sun Yingsha                   | Wang Yidi                  |
| Herrdubbel Detaljer...  | Mattias Falck Kristian Karlsson | Jang Woo-jin Lim Jong-hoon    | Liang Jingkun Lin Gaoyuan  |
| Herrdubbel Detaljer...  | Mattias Falck Kristian Karlsson | Jang Woo-jin Lim Jong-hoon    | Yukiya Uda Shunsuke Togami |
| Damdubbel Detaljer...   | Sun Yingsha Wang Manyu          | Hina Hayata Mima Ito          | Chen Meng Qian Tianyi      |
| Damdubbel Detaljer...   | Sun Yingsha Wang Manyu          | Hina Hayata Mima Ito          | Ni Xialian Sarah de Nutte  |
| Mixeddubbel Detaljer... | Wang Chuqin Sun Yingsha         | Tomokazu Harimoto Hina Hayata | Lin Yun-ju Cheng I-ching   |
| Mixeddubbel Detaljer... | Wang Chuqin Sun Yingsha         | Tomokazu Harimoto Hina Hayata | Lin Gaoyuan Lily Zhang     |